# بلیر ترنبول
بلیر ترنبول (انگلیسی: Blayre Turnbull؛ زادهٔ ۱۵ ژوئیهٔ ۱۹۹۳) بازیکن هاکی روی یخ اهل کانادا است.